# Ибертура
Ибертура или ибертуража је критичан квар на дизел и турбо-дизел моторима. До ибертуре долази када у компресиони простор почне улазити знатна количина уља (узроци могу бити разни: дотрајале гумице вентила, дотрајала турбина итд.) које мотор почне трошити уместо дизела. Мотор подиже обртаје до фабричког максимума и преко, све то је праћено огромном количином дима из ауспуха и мотор није могуће угасити на кључ. У принципу постоје само два начина за заустављање мотора који је у ибертури и то су: запушавање довода ваздуха или убацивање у највиши степен преноса са притиснутом кочницом до краја и отпуштањем квачила. Штета од ибертуре се креће од скоро никакве до тоталне у зависности да ли је се адекватно и правовремено одреаговало.